# Symbolische Repräsentation (Piaget)
Symbolische Repräsentation ist ein Begriff aus der kognitiven Entwicklungspsychologie nach Jean Piaget. Gemeint ist die Verwendung von Gegenständen, Begriffen oder Ideen stellvertretend für etwas anderes. Die Fähigkeit zur Symbolischen Repräsentation wird laut Piaget von Kindern im präoperationalen Stadium (vgl. Stufenmodell der kognitiven Entwicklung nach Piaget) im Alter von zwei bis sieben Jahren, insbesondere aber von Drei- bis Fünfjährigen erworben.  Zum Beispiel können Kinder dann eine Spielkarte als symbolische Repräsentation eines Mobiltelefons nutzen und so ihre telefonierenden Eltern nachahmen. In der Fortentwicklung dieser Fähigkeit während der präoperationalen Phase neigen Kinder jedoch dazu, sich immer seltener auf solche selbstgenerierten Symbole zu verlassen, und gehen zum Gebrauch konventionalisierter symbolischer Repräsentationen über. Die Spielkarte aus dem zuvor genannten Beispiel würde nun eher durch ein Plastikhandy mit echten Knöpfen und Display ersetzt werden.